# Maduar
Maduar – słowacki zespół eurodance. Został założony w 1986 roku w Rymawskiej Sobocie.
Nazwa Maduar pochodzi od nazwisk członków grupy (Juraj Matyinkó, Ladislav Dulovič i Erik Aresta).
W 1994 roku grupa zajęła trzecie miejsce na festiwalu Bystrické zvony. Ponadto zespół wygrał konkurs Rock FM Fest, który odbył się w dniach 14–15 października w Bańskiej Bystrzycy (nagroda jury i nagroda publiczności). W tym samym roku nagrali swój pierwszy album pt. I Feel Good. W grudniu 1995 r., po niecałych dwóch miesiącach od premiery, album Space pokrył się złotem, a teledysk zdobył nagrodę jako najlepszy teledysk 1995 roku na Słowacji w programie Triangel.

## Dyskografia
Albumy
- I Feel Good (1994, MC / CD)
- Space (1995, MC / CD)
- Ten (1996, MC / CD)
- Hafanana the best of… (1997, MC / CD)
- La Chita (1997, MC / CD)
- Walk This Way (2000, MC / CD)
- 007 (2007, CD)
- Hafanana – The Best Of Vol. 2 (2017, 2-CD)

Single
- I Feel Good (1994, Vinyl Maxi Singel)
- Do It (1994, Vinyl Maxi Singel / CDs)
- Love Me (1994, promo)
- Anjel (1994, promo)
- Mystic party (1995, MCs / CDs)
- Space (1995, CDs)
- Small Roulette (1996, CDs)
- Love Is On The Way (1996, promo)
- Hello (1996, CDs)
- Hafanana (1996, CDs)
- La Chita (1997, promo)
- Every man (1998, promo)
- Ramaya (1998, promo)
- The Last Morning (2000, CDs)
- Walk This Way (2000, CDs)
- Start It Up Again (2001, CDs)
- Hafanana 2006 (2006, promo)
- One way ticket (2007, Vinyl Maxi Singel / CDs)
- Crying rain 007 (2007, Vinyl Maxi Singel / CDs)
- Anjel 007 (2008, promo)
- Prosba 007 (2008, promo)
- I Feel Good 2k9 (2009, promo)
- Do It 2k9 (2009, promo)
- Saturday Party Time (2010, promo)
- Dance & Kiss (2010, promo)
- I'm A Rock (2010, promo)
- Náš Čas (2011, promo)
- Can U Feel It – feat. Ivanna Bagová (2016, promo)
- Pohodový Song – & Holki (2017, promo)
- Party In Da House (2017, promo)
- Niekto sa nájde (2017, promo)

Teledyski
- Do It (1994)
- I Feel Good (1994)
- Mystic party (1995)
- Space (1995)
- Small Roulette (1996)
- Love Is On The Way (1996)
- Hello (1996)
- Hafanana (1996)
- La Chita (1997)
- Every man (1998)
- Ramaya (1998)
- Start It Up Again (2001)
- Hafanana 2006 (2006)
- One way ticket (2007)
- Crying rain 007 (2007)
- I Feel Good 2k9 (2009)
- Saturday Party Time (2010)
- Dance & Kiss (2010)
- I'm A Rock (2010)
- Náš Čas (2011)
- Can U Feel It – feat. Ivanna Bagová (2016)
- Pohodový Song – & Holki (2017)
- Party In Da House (2017)
- Niekto sa nájde (2017)